# Ben Carson
Benjamin Solomon "Ben" Carson Sr. (n. 18 septembrie 1951) este un renumit neurochirurg, actualmente retras din activitate, și scriitor, de asemenea. Lui i se aduc meritele primei operații reușite de separare a unor gemeni siamezi. În 2008 a primit Presidential Medal of Freedom⁠(en)[traduceți] din partea președintelui de atunci, George W. Bush. După ce a susținut un discurs în anul 2013, în care își exprima viziunile politice și părerile asupra problemelor mondiale, a devenit o figură mediatică, apărând zvonuri cum că el ar fi reprezentatul Partidului Republican pentru alegerile prezidențiale din 2016.

## Tinerețea
Carson s-a născut în Detroit, Michigan, fiul Sonyei și al lui Robert Solomon Carson, un pastor charismatic care ducea o viață dubla. Sonya si Solomon erau din părțile rurale ale statului Georgia. Un test ADN realizat la o emisiune TV, a arătat că are origini în proporție de 80% africane și 20% europene. Pe când avea 8 ani, părinții săi au divorțat, iar el, împreună cu fratele său de 10 ani, Curtis, au fost crescuți de mama lor. A urmat cursurile liceului Southwestern High School din Detroit, iar apoi a absolvit Universitatea Yale, unde studiase psihologia. Certificatul de medic l-a obținut de la Universitatea de Medicină din Michigan.

## Cariera medicală
Carson a fost profesor de neurochirurgie, chirurgie plastică, oncologie și pediatrie și a fost directorul departamentului de neurochirurgie pediatrică la Johns Hopkins Hospital⁠(en)[traduceți]. La vârsta de 33 de ani, a devenit cel mai tânăr director de divizie majoră din istoria spitalului Johns Hopkins, ca director al departamentului de chirurgie pediatrică. El a fost de asemenea co-director al departamentului cranio-facial de la Johns Hopkins.
Potrivit literaturii spitalului Johns Hopkins: „Dr. Carson se concentreează asupra traumelor creierului, tumorilor cerebrale și spinale, nanismului, asupra disfuncțiilor cerebale și congenitale, problemelor țesutului craniului, epilepsiei, nevralgiei. El este de asemenea interesat să capaciteze la maxim inteligența copiilor.”
Carson crede în coordonarea mână-ochi, iar gândirea tridimensională este cea care l-a făcut un chirurg atât de bun. După terminarea facultății, a fost un neurochirurg rezident la spitalul Johns Hopkins din Baltimore. După ce a acumulat mai multă experiență, s-a concentrat asupra problemelor pediatrice. El credea despre copii că: „ce vezi este ceea ce primești, când suferă cu siguranță le vei vedea fața încruntată, iar când se bucură cu siguranță îi vei vedea cu un zâmbet larg pe față.” 

În 1987 a separat cu succes doi gemeni născuți siamezi, gemenii Binder, care erau lipiți în partea din spate a capului. Echipa formată din 70 de membrii, condusă de dr. Carson, a muncit timp de 22 de ore. În final, cei doi copii au fost separați cu succes, ambii supraviețuind. Carson a declarat după:

„Vorbeam cu un prieten de al meu, un chirurg cardio-toracic, care era directorul departamentului respectiv, și eu i-am spus: Voi operați bebeluși pe cord, cum îi feriți de exsanguinare?, iar el a spus: Ei bine, le inducem hipotermie. Eu am spus: Este vreun motiv pentru care nu am putea induce hipotermia unor gemeni lipiți în zona capului, de îndată ce încep să piardă sânge?, iar el a spus: Nu. Eu am spus: Wow, asta e extraordinar, dar apoi am spus: De ce îmi bat capul cu asta? Oricum nu voi vedea vreodată gemeni lipiți în zona capului, deci am cam uitat de asta, iar peste două luni, vine un doctor din Germania, prezentând cazul gemenilor lipiți în partea din spate a capului. Mai apoi, mi-a fost cerută părerea, după care am început să explic tehnicile ce ar trebui folosite, despre cum am putea induce hipotermia, toată lumea spunând: „Wow, astea ar putea funcționa!”, astfel, o parte din colegii mei și cu mine, am mers în Germania, unde am văzut gemenii, iar peste 5 luni i-am adus la noi și i-am operat, și iată că a funcționat.”
El a executat o procedură de hemisferectomie, o procedură complicată prin care, în care o parte, sau toată, a unei emisfere este înlăturată pentru a controla unele efecte ale epilepsiei la copii. El a revăzut procedura in anii '80, încurajat de dr. John M. Freeman, după care a executat-o de mai multe ori în operațiile sale.
Pe lângă atribuțiile sale de la Johns Hopkins, el a fost în conducerea mai multor companii americane, precum Kellogg Company, Costco, și într-un ONG care promovează tinere talente, în special, și le aduce împreună. El este de asemenea membru onorific al Yale Organization.
În luna martie a anului 2013 și-a anunțat retragerea din activitatea medicală, spunând: „Prefer să mă retrag atunci când sunt la vârful capacităților mele, fiind o mulțime de alte lucruri care ar putea fi făcute.” Retragerea sa a fost oficializată pe data de 1 iulie, el declarând că lasă decizia de a intra în politică: „în mâinile lui Dumnezeu, dar multe lucruri pot fi făcute în afara ariei politice.”

### Premii și distincții
Carson este membru al American Academy of Achievement⁠(en)[traduceți] și Horatio Alger Association of Distinguished Americans⁠(en)[traduceți]. În 2000 a primit Premiul pentru contribuții publice extraordinare pentru ajutorarea celor dezavantajați, un premiu anual acordat de Jefferson Awards⁠(en)[traduceți]. În 2008, Casa Albă i-a acordat Medalia Prezidențială pentru Libertate, cea mai înaltă distincție pe care o poate primi un civil. În 2010, a fost ales membru al Institutului de Stiințe și Medicină al Academiei Naționale. Carson a primit 38 de onoruri de doctorat și o mulțime de premii civice.

## Scrieri
Carson a scris șase bestsellere, cărți publicate de Zondervan⁠(en)[traduceți], o editură creștină de rang mondial: Gifted Hands, Think Big, The Big Picture, Take the Risk, America the Beautiful și One Nation. Prima carte este una autobiografică (publicată în limba română sub denumirea de Mâini înzestrate), iar alte două dintre ele prezintă filosofii ale sale despre succesul bazat pe muncă și credința în Dumnezeu. 
Cartea Mâini înzestrate: Povestea lui Ben Carson a fost publicată în anul 1992, cartea fiind ecranizată în anul 2009, sub același titlu, rolul lui Carson fiind jucat de Cuba Gooding, Jr., iar cel al mamei sale de către Kimberly Elise.
Din data de 8 iulie 2013 el s-a alăturat revistei The Washington Times, unde este cronicar săptămânal, el scriind de asemenea pentru o revistă online pentru afro-americani, numită American CurentSee.

## Afilierea politică, activități și viziuni
Carson declarase că nu face parte din niciun partid politic: „Dacă aș face parte dintr-un partid, acesta s-ar numi Partidul Logic, și ar fi dedicat simțului realității și al înțelegerii, pe care toți ar trebui să fim capabili să le vedem.” Însă în anul 2014 s-a alăturat Partiudului Republican ca „o mișcare cu adevărat pragmatică” datorită unei posibile candidaturi pentru alegerile prezidențiale din 2016. În cartea sa America Beautiful Carson a explicat de ce a decis să intre în politică: „Consider că este o idee foarte bună pentru medici, oameni de știință, ingineri, și alți oameni învățați să ia decizii bazate pe fapte și date empirice să se implice în viața politică și să ajute la ghidarea țării noastre”. De asemenea, el a spus: „Noi (medicii) ar trebui să fim interesați nu doar de starea de sănătate indiviuală a pacineților, ci și de starea de sănătate a întregii noastre societăți.” Deși majoritatea viziunilor sale sunt catalogate drept conservatoare, și-a exprimat și unele păreri care contraziceau principiile promovate la acea vreme de conservatorii americani, cum ar fi faptul că a sugerat că armele semi-automate nu sunt de bun augur în orașele mari, el declarând de altfel și că „al Doilea Amendament nu are rost, oamenii au dreptul să dețină arme”.

### Critici aduse companiilor de asigurări de sănătate
În 1996 Carson a declarat într-un interviu: „Întregul concept de a face profil al companiilor de asigurări de sănătate nu are absolut niciun sens: nu recunosc că ai nevoie de îngrijire medicală, nu ți-o acord și astfel voi face mai mulți bani. Este total ridicol. Primul lucru pe care trebuie să îl facem este să scăpăm de aceste companii. Avem lacune în politici și trebuie să facem Guvernul vinovat de pentru îngrijirea catastrofală a bolnavilor.” În 1992 Carson a scris: „Cea mai naturală întrebare pe care trebuie să ne-o punem este: Cine va plăti pentru catastrofala îngrijire a bolnavilor? Răspunsul: Guvernul gestionează fondurile catastrofal. Un astfel de fond ar putea fi suportat de o contribuție obligatorie de 10–15% din profitul fiecărei companii de asigurări de sănătate, incluzându-le și pe cele care operează rațional.”

### Discriminare pozitivă
În 1999 Carson a scris:

O mulțime de oameni, incluzându-mă și pe mine, au beneficiat de discriminarea pozitivă, și au profitat de avantajul pe care l-au câștigat. Și eu cred că acesta este cel mai bun motiv pentru a încuraja continuarea activității unor programe care permit minorităților să aibă oportunități și acces îmnbunătățit la America în totalitatea ei.

Mi-ar plăcea să vad oameni angajați în discuții mai deosebite, precum cum am putea noi să menținem beneficiile discriminării pozitive, dar să o și schimbăm, chiar să o numim altfel. Trebuie să fim inteligenți, întelegeți. Eu le-aș numi acțiuni de compasiune.

### Viziuni asupra sfârșitului îngrijirii de sănătate
În 1992 Carson a scris:

Cum populația începe să înainteze în vârstă, iar abilitățile tehnice continuă să se îmbunătățească, ne vom afla în poziția de a fi capabili să menținem majoritatea oamenilor în viață, mult după aniversarea de 100 de ani. Întrebarea este: „Ar trebui să o facem doar pentru simplul fapt că putem?” Este bine cunoscut faptul că jumătate din costurile medicale pe care un american obișnuit le plătește sunt în ultimele 6 luni de viață. Decât să îi ducem într-o unitate de îngrijire intensivă, unde să fie înțepați, operați și testați ad nauseam (=extrem de des), de ce să nu le lăsăm demnitatea de a muri în comfort, acasă, cu cei apropiați lângă, dacă e cazul? Deciziile privitoare la cine ar trebui și cine nu ar trebui îngrijit ar necesita unele legi la nivel național.

## Legături externe
- Carson for President Arhivat în 19 martie 2017, la Wayback Machine. -- web site-ul campaniei electorale a lui Ben Carson;
- Ben Carson pe Curlie;
- Apariții pe C-SPAN;
  - In Depth interview with Carson, 4 august 2013
- Carson's Speech at the National Prayer Breakfast pe YouTube from 7 februarie 2013